# まぐれ
『まぐれ』は、日本のお笑いコンビ・猿岩石の1枚目のアルバム。
1997年9月3日に日本コロムビアから発売。

## 概要
大ヒットシングル「白い雲のように」をはじめ、シングルを5曲収録。
それぞれのソロ楽曲と書き下ろし新曲も収録されている。
初回生産盤は三方背BOX仕様で、写真集が同封されている。
2002年4月20日にR盤、2009年3月2日に完全受注生産のオンデマンドCDとして再発された。

## 収録曲
| 全作詞: 高井良斉（M-10, 作詞: 藤井フミヤ）。 |                             |                                      |            |                |      |
| #                                            | タイトル                    | 作詞                                 | 作曲       | 編曲           | 時間 |
| 1.                                           | 「ツキ」                    | 高井良斉 （M-10, 作詞: 藤井フミヤ ） | 高見沢俊彦 | 松浦晃久       | 3:43 |
| 2.                                           | 「少年の羽根」              | 高井良斉 （M-10, 作詞: 藤井フミヤ ） | 高橋研     | 亀田誠治       | 4:52 |
| 3.                                           | 「君の青空」(Album Version) | 高井良斉 （M-10, 作詞: 藤井フミヤ ） | 宮崎歩     | CMJK           | 3:57 |
| 4.                                           | 「淋しさに教えられて」      | 高井良斉 （M-10, 作詞: 藤井フミヤ ） | 住吉中     | 川島裕二バナナ | 5:51 |
| 5.                                           | 「声が聴こえる」            | 高井良斉 （M-10, 作詞: 藤井フミヤ ） | 後藤次利   | 亀田誠治       | 4:34 |
| 6.                                           | 「オエオエオ!」(RE-MIX)     | 高井良斉 （M-10, 作詞: 藤井フミヤ ） | Bro.KORN   | CHOKKAKU       | 4:50 |
| 7.                                           | 「コンビニ」                | 高井良斉 （M-10, 作詞: 藤井フミヤ ） | 兼元一也   | CMJK           | 4:39 |
| 8.                                           | 「もう いない」             | 高井良斉 （M-10, 作詞: 藤井フミヤ ） | 兼元一也   | 亀田誠治       | 4:56 |
| 9.                                           | 「夜明けまで もうすぐ…」    | 高井良斉 （M-10, 作詞: 藤井フミヤ ） | 兼元一也   | 武沢豊         | 5:50 |
| 10.                                          | 「白い雲のように」          | 高井良斉 （M-10, 作詞: 藤井フミヤ ） | 藤井尚之   | 松浦晃久       | 4:04 |
| 合計時間:                                    | 合計時間:                   | 合計時間:                            | 合計時間:  | 47:16          |      |

### 楽曲解説
1. ツキ
  - 2ndシングル。
2. 少年の羽根
  - 新曲
  - 後に6thシングルのカップリングとしてシングルカット。
3. 君の青空（Album Version）
  - 4thシングルの別バージョン。
4. 淋しさに教えられて
  - 森脇和成のソロ曲。
5. 声が聴こえる
  - 4thシングル・カップリング。
6. オエオエオ! （RE-MIX）
  - 5thシングル。同日発売でシングルカット。
7. コンビニ
  - 3rdシングル。
8. もう いない
  - 新曲
9. 夜明けまで もうすぐ…
  - 有吉弘行のソロ曲。
10. 白い雲のように
  - 1stシングル。ミリオンセラーを記録。

## レコーディング・ミュージシャン
ツキ
- 小田原豊：Drums
- 伊藤広規：Bass
- 是永巧一, 武沢豊（安全地帯）：Guitar
- WHACHO：Percussion
- 松浦晃久：Synthesizer

少年の羽根
- 江口信夫：Drums
- 亀田誠治：Bass
- 今剛, 是永巧一：Guitar
- PECKER：Percussion
- 矢代恒彦：Keyboard
- 北城浩志：Operator
- 高尾直樹, 岩﨑元是：Chorus

君の青空
- KOGA：Bass
- CMJK：Guitar, Synthesizer
- ITO KUN：Chorus

淋しさに教えられて
- 山木秀夫：Drums
- MECKEN：Bass
- 今剛：Guitar
- 近藤達郎：Piano
- 川島裕二バナナ：Synthesizer

声が聴こえる
- 湊雅史：Drums
- 亀田誠治：Bass
- 今剛, 渡辺格：Guitar
- 木村誠：Latin Percussion
- 矢代恒彦：Keyboard
- 八木のぶお：Harmonica
- 北城浩志：Operator
- 高尾直樹, 岩崎元是：Chorus

オエオエオ!
- SHIGE：Re-Mix
- 角田順：Guitar
- CHOKKAKU：Synthesizer
- DOUG FLEX：Rap

コンビニ
- MECKEN：Bass
- 今剛：Guitar
- 小島良喜：Organ
- CMJK：Synthesizer

もう いない
- 湊雅史：Drums
- 亀田誠治：Bass
- 是永巧一：Guitar
- 倉田信雄：Piano
- 金原千恵子グループ：Strings

夜明けまで もうすぐ…
- 美久月千晴：Bass
- 武沢豊 （安全地帯）：Guitar, Synthesizer
- 小島良喜：Organ
- 鈴木明男：Sax

白い雲のように
- 江口信夫：Drums
- 伊藤広規：Bass
- 是永巧一, 武沢豊 （安全地帯）：Guitar
- WHACHO：Latin Percussion
- 松浦晃久：Synthesizer